# David Chalmers
David Chalmers, avstralski filozof in kognitivni znanstvenik,* 20. april 1966.
Specializiran je za področja filozofije uma in filozofije jezika. Chalmers trdi, da je "problem kvantne mehanike skoraj tako težak kot problem zavesti". Chalmers  je od leta 2004 profesor filozofije in direktor Centra za zavest na Univerzi v Canberri, deluje tudi kot profesor filozofije na Univerzi v New Yorku.
Diplomiral je iz matematike na Univerzi v Adelaideu v Avstraliji in nadaljeval študij na Univerzi v Oxfordu v Angliji. Chalmers je doktoriral iz filozofije in kognitivne znanosti na univerzi Indiana Bloomington.  Bil je podoktorski sodelavec v programu filozofija-nevrologija-psihologija na univerzi Washington v St. Louisu. Chalmers je bil pozneje imenovan za profesorja filozofije in kasneje direktor Centra za zavestne študije na Univerzi v Arizoni, bil je tudi sponzor konference Znanost zavesti.
Chalmers je napisal veliko število knjig, ki so bile prevedene v različne jezike. Knjiga, ki jo je Chalmer napisal leta 1996 z naslovom The Conscious Mind, je ameriška revija The Sunday Times opisala kot "eno najboljših znanstvenih knjig leta". V njej Chalmers trdi, da vse oblike fizikalizma, ki so prevladovale v moderni filozofiji in znanost, ne upoštevajo obstoja  same zavesti. Predlaga alternativno dualistično stališče, ki ga imenuje naturalistični dualizem (vendar ga lahko označujejo tudi bolj tradicionalne formulacije, kot je lastninski dualizem, nevtralni monizem ali teorija dvojnega aspekta).
Chalmers opisuje svoj pogled kot naturalistični dualizem, znan tudi kot fizikalizem. Dvomi, da je zavest mogoče razložiti s fizikalnimi teorijami, ker zavest sama po sebi ni fizična.
Junija leta 2016 je na moskovski državni univerzi imel predavanje osredotočeno na temo reševanja težkega problema zavesti. 
Od leta 2013 je tudi član Ameriške akademije znanosti in umetnosti.
Chalmers je specializiran za področji filozofije uma in jezika.

## Delo

### Filozofija uma
Chalmers je najbolj znan po svoji formulaciji pojma težkega problema zavesti, ki jo je napisal v svoji knjigi iz leta 1996 ter v članku iz leta 1995 "Soočanje s problemom zavesti". Razlikuje med "lahkimi" težavami zavesti, kot je razlaga diskriminacije predmetov ali ustnih poročil in posameznim težkim problemom, ki se lahko opiše kot "zakaj občutek, ki spremlja zavedanje o podatkih, ki jih dobimo z gledanjem, sploh obstaja?" Bistvena razlika med (kognitivnimi) lahkimi problemi in (fenomenalnim) težkim problemom je, da je na prve vsaj teoretično mogoče odgovoriti s standardno strategijo filozofije uma: funkcionalizmom. 
Chalmers se zavzema za "razlagalno vrzel" od objektivnega do subjektivnega in kritizira fizikalno razlago duševnih izkušenj, zaradi česar je dualist. Chalmers označuje njegov pogled kot "naturalistični dualizem": naturalističen, ker misli, da duševne razmere povzročajo fizični sistemi (kot so možgani); dualist, ker verjame, da so duševna stanja ontološko ločena in jih ni mogoče reducirati v fizične sisteme.
V podporo temu je Chalmers znan po svoji zavezanosti logični možnosti obstoja filozofskih zombijev.  Ti zombiji naj bi bili, za razliko od zombijev iz popularne fikcije,  popolni fizični dvojniki človeških bitij, ki pa so brez zavestne izkušnje. Chalmers zagovarja, da ker si takšne zombije lahko predstavljamo, morajo zato biti logično možni. Ker so logično možni, potem kvalitativne in občutne narave niso popolnoma razložene samo s fizičnimi lastnostmi. Namesto tega Chalmers trdi, da je zavest temeljna lastnost ontološko avtonomnih fizikalnih lastnosti. Nadalje pravi, da so vsi sistemi, ki nosijo informacije, morda zavedni, da bi se zavedali možnosti zavestnih termostatov in kvalificiranega panpsihizma, ki ga imenuje panprotopsihizem. Chalmers ohranja formalni agnosticizem o tem vprašanju. Po njegovih besedah so njegovi argumenti podobni liniji misli, ki se vrača v Leibnizov argument "mlina" iz leta 1714. Prva znana uporaba filozofske terminologije "zombi" bi lahko bila Robert Kirkova iz leta 1974 "Zombies vs. Materialists".

### Razširjeni um
Chalmers je z A. Clarkom podal tudi idejo o razširjenem umu. Tej ideji sledita dva vala razprav, ki temeljita na načelu enakosti (prvi val) in na načelu komplementarnosti (drugi val). Ideja razširjenega uma v nasprotju s kritiki, ki kognicijo postavljajo v glavo, trdi, da telo in druge zunanje strukture skupaj z možgani tvorijo kognitivni sistem. Ta celota opravlja različne kognitivne naloge kot so pomnjenje, jezikovno sporazumevanje, učenje in tudi sklepanje.

### Filozofija jezika
Chalmers je objavil dela o "teoriji referenc" o tem, kako besede varujejo svoje referente. Skupaj z drugimi, kot je Frank Jackson, je predlagal nekakšno teorijo imenovano dvodimenzionalizem, ki je nasprotovala Saulu Kripkeju. Preden je Kripke leta 1970 izvedel slavno predavanje z naslovom Imenovanje in nujnost (Naming and Necessity), je bil deskriptivizem, ki sta ga zagovarjala Gottlob Frege in Bertrand Russell, ortodoksija. Deskriptivizem zagovarja, da je ime dejansko okrajšava opisa, ki je niz lastnosti ali kot je kasneje spremenil John Searle, disjunkcija lastnosti. To ime zagotavlja njegovo sklicevanje s postopkom prilagajanja lastnosti: katerikoli objekt najbolj ustreza opisu, je referent imena. Zato je opis označen kot konotacija.
Vendar, kot je Kripke trdil pri Imenovanju in nujnosti (Naming and Necessity), ime ne zagotavlja svoje reference prek katerega koli procesa opisne vgradnje. Namesto, ime določa svojo referenco prek zgodovinsko-vzročne povezave, ki sledi postopku imenovanja. Zato Kripke misli, da ime nima smisla ali vsaj nima smisla, ki je dovolj bogato, da določa vlogo. Poleg tega je ime po Kripkovem pogledu togi označevalec, ki se nanaša na isti predmet v vseh možnih svetovih. Po tej liniji misli Kripke predlaga, da je vsaka znanstvena izjava o identiteti, kot je "voda je H2O", tudi nujna izjava, tj. resnična v vseh možnih svetovih. Kripke misli, da je to fenomen, ki ga deskriptivist ne more razložiti.
Kot so predlagali tudi Hilary Putnam in Kripke, se lahko pogled Kripke-ja na imena uporablja tudi za sklicevanje na naravne vrste. Vrsto referenčne teorije, ki jo zagovarjata Kripke in Putnam, se imenuje neposredna referenčna teorija.
Vendar pa se Chalmers ne strinja s Kripkejem in vsemi neposrednimi referenčnimi teoretiki na splošno. Misli, da obstajata dve vrsti intenzivnosti naravne vrste, stališče, ki se zdaj imenuje dvodimenzionalizem. 
Chalmers za primer vzame besedi. "Voda je H2O". Chalmers želi povedati, ti dve besedi izrazita dva različna pomena, ki ju pogosto imenujemo primarni pomen in sekundarni pomen, ki skupaj sestavljata celoten pomen.
Primarni pomen besede ali stavka je njen smisel, to je ideja ali način, s katerim najdemo  referenta. Primarni pomen "vode" je lahko opis, na primer vodni material. Stvar, ki jo iščemo in ima primarni pomen "vodo", bi lahko bil tudi drugačen. 
Sekundarni pomen "vode" je vsaka stvar, ki jo "voda" na tem svetu izbere, ne glede na ta svet. Torej, če bomo "vodi" dodelili primarno pomen voda, potem je sekundarni pomen "vode" H2O, saj je H2O voda na tem svetu. Sekundarni pomen "vode" v našem svetu je H2O in je H2O v vsakem svetu, ker za razliko od vodnih snovi ni mogoče, da je H2O drugačen kot H2O. Če upoštevamo njegov sekundarni pomen, voda pomeni H2O v vsakem svetu. S tem sekundarnim pomenom Chalmers predlaga kako istočasno pojasniti potrebo definiranja identitete in ohraniti vlogo pomena/ smisla pri določanju referenc.

### Drugo
Je vodilni pevec skupine Zombie Blues, ki je nastopil na Qualia Fest leta 2012 v New Yorku.
Chalmers je urednik na temah filozofije uma za Stanfordovo enciklopedijo filozofije.

## Dela
- The Conscious Mind: In Search of a Fundamental Theory (1996). Oxford University Press. hardcover: ISBN 0-19-511789-1, paperback: ISBN 0-19-510553-2
- Toward a Science of Consciousness III: The Third Tucson Discussions and Debates (1999). Stuart R. Hameroff, Alfred W. Kaszniak and David J. Chalmers (Editors). The MIT Press. ISBN 0-262-58181-7
- Philosophy of Mind: Classical and Contemporary Readings (2002). (Editor). Oxford University Press. ISBN 0-19-514581-X or ISBN 0-19-514580-1
- The Character of Consciousness (2010). Oxford University Press. hardcover: ISBN 0-19-531110-8, paperback: ISBN 0-19-531111-6
- The extended Mind, Clark, A. Chalmers, D. (2010). V Menary R. (ur.) The Extended Mind. Cambridge, MA: MIT Press, 27-42, ISBN: 9780262014038.
- Constructing The World (2012). Oxford University Press. hardcover: ISBN 978-0-19-960857-7, paperback: ISBN 978-0199608584
- "Why Isn’t There More Progress in Philosophy?"